# Sottoprefettura di Ōshima (Kagoshima)
La Sottoprefettura di Ōshima (大島支庁?, Ōshima-shichō) è una delle 2 sottoprefetture poste sotto la giurisdizione della Prefettura di Kagoshima, nel Giappone meridionale. Non va confusa né con la Sottoprefettura di Ōshima (Tokyo), situata nel centro del paese, né con la sottoprefettura di Oshima, situata nel nord. 
Sotto la sua giurisdizione ricadono unicamente i territori delle isole Amami, situate nella parte centro-settentrionale dell'arcipelago delle Ryūkyū, e le 12 municipalità in cui tali territori sono suddivisi. L'ufficio principale si trova ad Amami, il principale comune dell'isola di Amami Ōshima, e vi sono altri 5 uffici decentralizzati in località o in isole minori. A parte Amami, gli altri comuni della sottoprefettura formano il Distretto di Ōshima, un ente locale che ha valore a soli fini geografici e statistici.
Nella lista che segue vengono suddivisi i comuni che compongono la sottoprefettura secondo l'ufficio a cui fanno capo. Per ogni comune viene riportato il territorio di sua competenza e l'isola o le isole in cui tale territorio si trova.
- Ufficio centrale di Amami: 17-3 Naze Nagatachō, Amami-shi, Kagoshima-ken. CAP 894-8501
  - Città di Amami, nel nord dell'isola di Amami Ōshima
  - Cittadina di Tatsugō, nel nord-est di Amami Ōshima
  - Villaggio di Yamato, nel nord-ovest di Amami Ōshima
- Ufficio di Setouchi: 36 Koniya Funatsu, Setouchi-chō, Kagoshima-ken. CAP 894-1506
  - Villaggio di Uken, nell'ovest di Amami Ōshima
  - Cittadina di Setouchi, che comprende i territori meridionali di Amami Ōshima e quelli delle isole di Kakeromajima, Yoroshima, Ukeshima ed altre minori
- Ufficio di Kikai: 2901-14 Akaren, Kikai-chō, Kagoshima-ken. CAP 891-6201
  - Cittadina di Kikai, che comprende tutto il territorio dell'isola di Kikaishima
- Ufficio di Tokunoshima: 216 Kametsu, Tokunoshima-chō, Kagoshima-ken. CAP 891-7101
  - Cittadina di Tokunoshima, nella parte orientale dell'omonima isola di Tokunoshima
  - Cittadina di Amagi, nella parte occidentale dell'isola di Tokunoshima
  - Cittadina di Isen, nella parte meridionale dell'isola di Tokunoshima
- Ufficio di Okinoerabu: 134-1 Tedechina, Wadomari-chō, Kagoshima-ken. CAP 891-9111
  - Cittadina di Wadomari, nella parte settentrionale dell'isola di Okinoerabujima
  - Cittadina di China, nella parte meridionale di Okinoerabujima
    - Ufficio di Yoron (branca dell'ufficio di Okinoerabu): 1420-2 Chabana, Yoron-chō, Kagoshima-ken. CAP 891-9301
      - Cittadina di Yoron, che comprende tutto il territorio dell'isola di Yoronjima